# ハルク派
ハルク派(パシュトー語:خلق、英語:Khalq, Khalq faction)は、アフガニスタン人民民主党の派閥。党内急進派の派閥で、指導者としてヌール・ムハンマド・タラキーと、ハフィーズッラー・アミーンを擁立し、1978年の四月革命以降国内の権力を握った。党内穏健派のパルチャム派と対立した。ハルク派の党員はハルキスト、ハルク主義者と呼ばれることもあった。